# Alfredo García-Plata Fernández
Alfredo García-Plata Fernández es un político español que desempeñó el cargo de Alcalde de Torrelodones desde el 17 de junio de 2019 al 17 de junio de 2023. Sucede a Elena Biurrun de la misma agrupación (VxT) , cuyo mandato había limitado a dos legislaturas consecutivas.
Se presentó a las elecciones Autonómicas y Municipales del 26 de mayo de 2019 como candidato a la Alcaldía de Torrelodones por el partido local, Vecinos por Torrelodones (VxT), ganando estas con mayoría absoluta y obteniendo 11 concejales de los 21 que componen la corporación municipal y un total de 5440 votos, un 43,69% de los sufragios emitidos en el municipio.
Anunció su candidatura para las Elecciones Autonómicas y Municipales del 28 de mayo de 2023 como cabeza de lista de la agrupación, perdiendo la alcaldía de Torrelodones en favor de Almudena Negro Konrad del Partido Popular, quedando como la segunda fuerza más votada y liderando, por tanto, la oposición en el municipio.